# Memecylon virescens
Memecylon virescens är en tvåhjärtbladig växtart som beskrevs av Joseph Dalton Hooker. Memecylon virescens ingår i släktet Memecylon och familjen Melastomataceae. Inga underarter finns listade i Catalogue of Life.